# آی‌بی‌ام اس‌کیوال/دی اس
آی‌بی‌ام اس‌کیوال/دی اس(به انگلیسی: IBM SQL/DS) اولین سامانه مدیریت پایگاه داده رابطه‌ای تجاری آی‌بی‌ام بود که در سال ۱۹۸۱ منتشر شد.